# 布莱克本足球俱乐部历史
（Blackburn Rovers Football Club）是一支位於蘭開郡的布莱克本市的英格兰足球會。成立於1875年，是1888年足球聯盟成立的創始成員。自1890年開始以伊活公園球場為主場。球會格言 "Arte et labore" 解作 "利用技巧與勞力"。

## 早年時期

### 創立球會

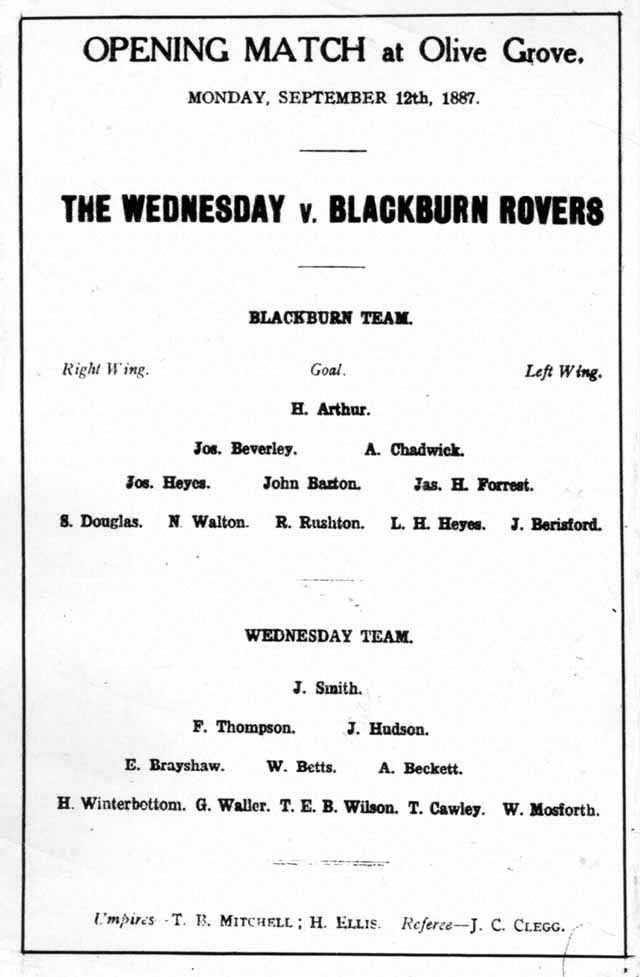
1887年布莱克本對周三隊的宣傳單張

布莱克本於1875年11月5日由兩位舒茲伯利官立學校（Shrewsbury School）舊生約翰劉易士（John Lewis）及亞瑟康士坦丁（Arthur Constantine）倡議組成。由於部份始創成員非富則貴，而且人脈網絡廣闊，使布力般流浪能從同時期成立的多支球隊中脫穎而出。
當時布力般流浪沒有比賽球場及門票收入，唯一的收入來自會員的捐款，首季共收到2鎊8先令。布力般流浪在1876-77年的賽季在市西部奧士赫特（Oozehead）租用一片農地成為主場，在比賽前還需用木板和草皮舖平球場中央的小池塘才能比賽，但布力般流浪可從中收取門票，整季收入共6先令6便士！有部份比賽會移師派盛頓木球場（Pleasington Cricket Ground）舉行。最終布力般流浪租用東蘭開郡木球會（East Lancashire Cricket Club）的亞歷山卓美度士（Alexandra Meadows）為正式主場。首場比賽對當時薄有名望的柏德烈菲士圖（Partick Thistle），布力般以2-1獲勝。1878年9月28日蘭開郡足球聯會（Lancashire Football Association）成立，布力般成為23支始創成員球會之一。翌年11月1日首次參戰足總杯，以5-1大破泰恩（Tyne），但最後在第三圈被以6-0大敗而遭淘汰。
1880年由於布力般流浪在會員缺席比賽時採用非布力般本地的球員作為替補，違反蘭開郡足球聯會的原則而引發連串的爭議。在1881年賽季開始時，一名球員費治蘇達（Fergie Suter）從蘭開郡足球聯會之一的達爾文（Darwen）轉投布力般流浪時引起了球員職業化的軒然大波，達爾文指控布力般流浪提供厚酬誘使蘇達轉會，但蘇達本身亦是放棄石匠本業從蘇格蘭加入達爾文的，業餘與職業球員的分界模糊不清。自始兩支球隊的比賽場內場外都是糾纏不清，不巧地兩隊在蘭開郡杯（Lancashire Cup）第四圈對壘，兩隊拒絕同意訂定比賽日期，蘭開郡足球聯會一怒之下，將兩隊同時逐出此項杯賽。類似的爭議直到五年後（1885年）通過職業球員法例才停止。
在1881-82年賽季布力般流浪繼續租用亞歷山卓美度士作為主場，但作為當地領導的球隊實在需要擁有自己的球場布力般流浪在連名頓街（Leamington Street）租用一塊土地，花費500鎊修建可容600至700觀眾的看台，入口豎立一度有球會名字的大拱門布力般流浪終於擁有自己的球場。

### 冠軍球隊
1882年3月25日布力般流浪成功殺入足總杯決賽對伊東學院舊生隊（Old Etonians），成為首支地區球隊晉身決賽，但不幸以0-1落敗而回。翌季（1882-83年）更在第二圈以0-1敗於死對頭達爾文被淘汰，最後由本地敵對球隊（Blackburn Olympic）贏得足總杯成為首支奪冠的地區球隊。布力般流浪在1884年3月29日終嘗足總杯冠軍的滋味，於堅靈頓橢圓球場（Kennington Oval）以2-1擊敗蘇格蘭球隊格拉斯哥昆士柏（Queen's Park）。兩支球隊再在翌季一同晉身決賽，布力般流浪以2-0成功衛冕。再接再厲，在1886年的決賽以2-0擊敗，布力般流浪吃出大三元。此次史無前例的足總杯三連冠，獲授予銀盾作紀念。
1888年3月2日的委員威廉麥奎格（William McGregor）發信給包括布力般流浪在內的5間球會，建議以12支頂級球隊組織包括主客制的足球聯賽。1888年3月22日在倫敦的安達頓酒店（Anderton Hotel）舉行會議，布力般流浪的約翰畢華圖（John Birtwistle）代表列席，會議導致足球聯盟（Football League）的成立，而布力般流浪成為創始成員之一。布力般流浪在首屆聯賽排名第四位，主場保持不敗。1890年3月29日，布力般流浪第四度奪得足總杯冠軍，在堅靈頓橢圓球場以6-1懸殊的比數大破。

### 伊活公園
伊活公園（Ewood Park）由當地四個商人發起在1882年修建而成，用作舉辦一般運動項目。布力般流浪在1890年收購伊活公園，再花多1,000鎊增加設施使其達到足球比賽標準，自始伊活公園便成布力般流浪的主場，共同渡過超過一世紀（或許更長久）的歲月。伊活公園球場首場比賽在1890年9月13日對艾靈頓，踢成0-0和局收場。1890-91年賽季布力般流浪以3-1擊敗第五度贏得足總杯冠軍，同時亦標誌著球會轉向衰退，一段長久的貧乏時期緊接而來。1896-97年賽季原本需要降級的布力般流浪因聯賽增加隊數而得以保留甲組席位，本季見證卜金普頓（Bob Crompton）的加盟，此後50年金普頓分別以球員及領隊身份與球會緊密連繫。十九世紀的最末數年並無為布力般流浪帶來榮譽，反而有數次僥倖的逃離降級險境。

## 廿世紀初及中期

### 兩次大戰
1912年，布力般流浪才首次取得聯賽冠軍，並於兩年（1914年）後再獲殊榮，隨後一季布力般流浪獲得季軍，而世界大戰亦告展開。戰後聯賽在1919年重開，布力般流浪未能找到戰前偉大球員的替補，只能在榜尾掙扎。在1922年2月布力般流浪委任積奇卡爾（Jack Carr）成為首位全職領隊，但成績仍無改善。
直到在前布力般流浪及英格蘭國家隊名將金普頓帶領下，戰績逐年提升，其首三年聯賽排名分別是第十二位、第七位及第六位。布力般於1928年在足總杯先後淘汰、埃克塞特城及而晉身半準決賽主場對曼聯，以2-0獲勝，下一輪為作客對，布力般流浪被普遍看淡，故只有3,000名球迷南下支持，布力般流浪爆冷以1-0取勝殺入決賽，對手為被譽為當時英格蘭最佳球隊的哈德斯菲爾德，但布力般流浪並沒有被嚇倒，在決賽以3-1取勝，第六度奪得足總杯冠軍。此後四十年間布力般流浪一直在甲乙組間浮沉。
金普頓在1931年2月因球員反抗其嚴厲管治而離開連續服務了34年的布力般流浪。他們在1936年終於降級乙組。布力般流浪在乙組的生涯並不好過，大將星散後，再降一級的機會比回升甲組更大。布力般流浪迫得在1938年4月2日重召金普頓為領隊，在協助球隊成功護級後，金普頓重整球隊，補充數名球員後於1938-39年賽季壓倒及奪得冠軍回升甲組。在甲組只比賽了三輪便因二次大戰展開而停頓。大戰期間金普頓在督導一場對的比賽後數小時暈倒去世，結束其與布力般流浪不可分割的一生，被尊稱為「布力般流浪先生」（Mr Blackburn）。

### 戰後衰落
第二次大戰後足球聯賽在1946-47年重開，前名將艾迪夏葛特（Eddie Hapgood）獲委任為布力般流浪領隊。與第一次大戰後的境況不同，布力般流浪不再是富有及具影響力的球隊，財政緊絀令球隊重建工作倍感困難，現時的球隊由1939年升級功臣和一群在戰時出道的年青球員組成。雖然開季時四戰三勝，但布力般流浪的成績逐漸下滑，在聖誕節前後護級形勢吃緊，布力般流浪作出史無前例的瘋狂大收購：共用2萬6仟鎊購入澤克華亞（Jock Weir）、積克奧基斯（Jack Oakes）及法蘭斯麥哥尼根（Francis McGorrighan）。夏葛特經常否認所收購的球員是他的選擇，但新球員仍發揮實力協助布力般流浪成功脫離降級危機。董事局與夏葛特的緊張關係最終令到夏葛特在1947年2月19日辭職。繼任人韋爾史葛（Will Scott）因健康問題而迅即被積奇布頓（Jack Bruton）取代。1946-47年賽季成績低下但翌年更加惡劣，球隊不斷變動及欠缺經驗，季末10輪比賽只能取得1勝，布力般流浪無可避免地降級乙組。在最後一輪比賽，布力般流浪派出一位年青球員處子登場：布力般流浪歷來最大的球員之一的比爾艾卡斯尼（Bill Eckersley）。
在乙組的頭兩季布力般流浪只列於中游，在1950-51年成績改善為第六位。翌年布力般流浪在足總杯有不俗的表現，在半準決賽主場3-1擊敗，在準決賽挑戰，在希斯堡球場悶和0-0後，重賽在完場前五分鐘，布力般流浪被球證判罰一個有爭議的点球而以1-2飲恨出局。前曼聯名將尊尼卡尼（Johnny Carey）在1953年被任命為領隊，是布力般流浪「黃金歲月」來臨的預告。雖然曾作出數項精明的收購如法蘭慕尼（Frank Mooney）及購回波比蘭頓（Bobby Langton）等，但卡尼最大的本事是逼出球員的潛能，令到球員大幅改善。卡尼強調進攻足球，旗下球員湯美碧斯（Tommy Briggs）連續四季分別射入32、33、30及32球。布力般流浪連續兩年只能排第三及第六位而無緣升級，球迷蜂擁而至觀看卡尼的布力般流浪比賽，在低沉了長時間後，布力般流浪的前境一片美好！

### 黃金歲月
再連續兩年名列第四位而與升級擦身而過，年青隊員如龙尼·克莱顿（Ronnie Clayton）、布赖恩·道格拉斯（Bryan Douglas）、萊維農（Roy Vernon）及彼得杜冰（Peter Dobing）表現日漸成熟，加以購入的球員如麥活士（Matt Woods）及艾利麥李歐德（Ally McLeod）等令到布力般流浪實力逐漸加強。在1957-58年賽季開季表現慢熱，但從九月尾開始一直挑戰升級席位。在足總杯方面，布力般流浪接連淘汰及利物浦而殺入準決賽，在緬因路球場對，不幸以1-2落敗出局。布力般流浪收拾心情全力爭取升級，四月取得5連勝，在最後一輪比賽壓過獲得亞軍而與雙雙攜手升級甲組。
升級首季（1958-59年）穩守中游，但翌季（1959-60年）只能剛好壓著列第十七位避免降級。但布力般流浪在足總杯有截然不同的表現，首兩圈分別淘汰及黑池，第五圈作客對以3-1勝出。第六圈需作客對鄰近死敵伯恩利，當般尼以3-0遙遙領先時，足總杯的路看似走到盡頭，此時布力般流浪獲得一個具爭議的点球，由杜勒斯射入，1分鐘之後杜冰再入一球追成2-3接近的比數，布力般流浪傾力反撲，終在完場前4分鐘由米克麥格夫（Mick McGrath）追成平手。重賽回到伊活公園主場以2-0輕鬆獲勝晉級。準決賽再一次在緬因路球場上演，共有7萬4仟觀眾見證布力般流浪憑戴力杜根（Derek Dougan）的兩個入球擊敗，在缺席三十年後，再次晉身足總杯決賽，對手為強大的狼隊。但這場決賽布力般流浪卻被場外的紛爭所困擾：布力般流浪的忠實球迷購買不到決賽門票，傳言有球員將配票在黑市出售；杜根在決賽前夕提出轉會要求等……布力般流浪整隊籠罩在不安的情緒內。1960年5月1日的決賽場上布力般流浪大失水準，在41分鐘被巴利史杜拔（Barry Stobart）一個幸運入球先開紀錄，兩分鐘後右後衛戴夫韋倫（Dave Whelan，現時的班主）斷腳離場，由於當年並沒有替補球員的賽例，餘下時間布力般流浪只能以十人應戰，下半場諾曼迪尼（Norman Deeley）再添兩球，布力般流浪以0-3大敗而回。
積奇馬素爾（Jack Marshall）在1960年6月接任領隊，1960-61年賽季布力般流浪聯賽排第八位。除著球員薪金上限在1961年季末解除，布力般流浪一類的「城鎮級」（town）球隊發覺越來越難與一些「城市級」（city）大球會在薪金上競爭，雖然大部份球員接納球會的薪酬條件，但杜冰與杜根因談不攏而離隊他投。然而新人相繼湧現，在1962-63賽季，由後衛改踢中鋒的費特畢克林（Fred Pickering）在36場比賽射入23球，米克英倫（Mike England）亦取代活士成為正選，再加從面臨倒閉的艾靈頓史丹尼「拯救」回來的米克費格遜（Mike Ferguson）。布力般流浪維持在甲組上游多年，1962-63年十一位、1963-64年第七位及1964-65年第十位。

## 70及80年代: 更多挫敗

### 降級掙扎
1965-66年球季由於布力般市內爆發小兒麻痺症，布力般流浪比其他球隊較遲展開球季，一球未踢已排於榜尾。傷患和缺態導致不穩定的演出，整季只取得八場勝仗，順理成章於季末降級乙組。部份球員在球隊降級後離隊：米克英倫以9萬5仟鎊轉投，約翰拜隆（John Byrom）投奔，而費特艾爾斯（Fred Else）則自由轉會。只從卡迪夫城以4萬鎊購入威爾斯國腳巴利豪爾（Barrie Hole）補充實力。在乙組首季（1966-67年）開季三連勝而成為升級熱門，布力般流浪再簽入約翰康納利（John Connelly）增強實力。前布力般流浪球員艾迪奎爾尼（Eddie Quigley）在1967年2月1日接手任教。不幸在復活節的週末主場敗於而宣佈無緣升級，最終排名不錯的第四位。在1967-68年及1969-70年賽季布力般流浪只排在不過不失的第八位。但在這兩季之間的1968-69年賽季布力般流浪成績急跌至第十九位，當季杜勒斯及克萊頓同告退役，費格遜及豪爾他投。在1969年一月布力般流浪急忙重召卡尼回巢，先將財務困難放在一傍，在1969-70年球季引進多位新血，共用了高達10萬鎊購入堅禮頓（Ken Knighton）、阿倫亨特（Alan Hunter）及白賴仁希路（Brian Hill），但將基夫紐頓（Keith Newton）賣給以舒緩財政壓力。在1970-71年賽季布力般流浪以破球會紀錄的6萬鎊購入占美卡亞（Jimmy Kerr），但只作賽11場便不幸因傷退役。由於嚴重財赤，迫得以6萬鎊將禮頓賣給。布力般流浪成績下滑，最終在季末靜靜地降下丙組。
在丙組初期由堅科菲（Ken Furphy）帶領，分別取得第十位及翌年差點升級的第三位，科菲在1973年尾離任轉投。哥頓李爾（Gordon Lee）在1974年一月接任，當季（1973-74年）只能排在第十八位。李爾在1974年季後補充數名球員，在1974-75年賽季開季首戰以2比1作客擊敗，在榜首帶領至新年才作客1-2負於普利茅斯而被後者取代領頭羊的位置。兩週後布力般流浪主場再戰普利茅夫，早段已以0-2落後兼射失一球点球，布力般流浪並沒有氣餒，半場前攀回一球，下半場布力般流浪攻勢浪接浪，回敬四球成5-2完場。在最後一輪比賽主場對只要不輸多過五球便能完成霸業，結果0-0，共2萬1仟球迷在場慶祝回升乙組。

### 禿鷹空降
有「禿鷹」之稱的占史勿夫（Jim Smith）在1975-76年賽季接手剛回升乙組的布力般流浪，經過兩季的磨合在1977-78年賽季有力挑戰升級，但表現不穩定成致命傷，在季末的八輪比賽只取得三分，最後只能排第五位，史勿夫亦決定轉投爭取更隹的前途。布力般流浪在翌季更換了兩位領隊亦末能阻止降級的厄運。布力般流浪任命侯活簡度（Howard Kendall）為首位領隊兼球員，在1979-80賽季經季初的慢熱表現後，自1月12日以2-1戰勝起，在接著的十四輪比賽取得十三勝的輝煌戰果，最終取得第二位回升乙組。自1980年獲得丙組聯賽亞軍後，布力般流浪一直保持在英格蘭聯賽的上層組別。
在1980年夏季簡度轉投，布力般流浪以波比撒士頓（Bobby Saxton）取代其領隊職務，但由於財政緊絀，未能作出重大收購增強實力，經兩季穩守中游後，1983-84年賽季提升至第六位。1984-85年賽季布力般流浪在聖誕節前排在榜首，一如以往，球隊狀態在下半季急跌而失去升級機會。撒士頓堅拒引進新血的態度獲得董事局的支持，在1985-86年這支年華老去的球隊只能在最後一輪比賽以3-1擊敗才避免降級。到1986-87年賽季，布力般流浪在聖誕節時排於榜末，董事局才老大不願意地中止撒士頓的職務。暫代領隊東尼柏堅斯（Tony Parkes）將球員狀態提升令新任領隊唐麥基（Don Mackay）接手後更易改善球隊的戰績，最終取得第十二位。柏堅斯在往後的日子亦曾多次在危急關頭扭轉形勢，扮演「雷霆救兵」的角色。在同年布力般流浪在足總會員杯有令人驚喜的演出，先在準決賽淘汰，進而在溫布萊的決賽憑亨特利的入球以1-0殺敗奪得冠軍。
麥基的首個完整球季（1987-88年）以第五位作結，而麥基的新收購如阿治波特（Steve Archibald）、雅迪尼斯（Ossie Ardiles）及法蘭史塔保頓（Frank Stapleton）等亦改善了球會的形象及重燃球迷的希望。在1988-89年賽季布力般流浪獲得升級的機會，晉身最後一年採用主客兩回合賽制的升級附加賽決賽，但負於水晶宮而無緣升級，翌年(1989-90年)再在附加賽準決賽出局。但在來季布力般流浪被本地鋼鐵廠東主及終身支持者積奇獲加（Jack Walker）收購。

## 90年代: 積奇獲加革命

### 勇闖英超
獲加收購布力般流浪的賽季（1990-91年）只能在乙組排於令人失望的第十九位，但這位新東主已準備好數以百萬鎊的資金在來季收購新球員。在1991-92賽季展開時仍任用唐麥基為領隊，但他很快便辭職讓路給肯尼·达格利什。杜格利殊剛在數月前以壓力為理由離開利物浦，在其六年領隊任期內共奪得五項重要錦標。杜格利殊作出數項收購以加強實力，包括黑池的阿倫胡禮（Alan Wright），從曼城回巢的哥連亨特利（Colin Hendry）及首個用七位數字轉會費從收購的米克紐維爾（Mike Newell）。布力般流浪在十二月中時一度高據第三位，升級似乎唾手可得。球會主席比爾霍士（Bill Fox）不幸在這時逝世。在新年後紐維爾因傷缺陣，布力般流浪繼後災難性地連敗六場。在賽季最後一輪比賽，以3-1擊敗而排名第六位，剛好搭上升級附加賽的尾班車。附加賽首輪兩回合分別主場4-2及作客1-2，累計5-4淘汰。附加賽決賽對手是莱斯特城，季尾傷愈復出的紐維爾在上半場射入一球点球，1-0的賽果維持到完場，將布力般流浪送上新成立的英格蘭超級聯賽，成為創始成員之一。

### 英超盟主
在1992年布力般流浪大洒金錢而成為頭條新聞，以破英格蘭紀錄350萬鎊收購及英格蘭22歲的前鋒阿兰·希勒，其他貴價收購包括格林美拿索斯（Graeme Le Saux）、萊韋格利（Roy Wegerle）及添·舒活（Tim Sherwood）等。在1992-93年首個超聯賽季布力般流浪整季向著冠軍目標前進，唯最終只能獲得第四位，當年尚未可取得歐洲足協杯的參賽資格，但以一隊缺席頂級聯賽長達30年的球隊來說，成績已算不俗。翌季（1993-94年）再加入史超活納利（Stuart Ripley）及奇雲格拉查（Kevin Gallagher）兩員猛將，聯賽僅次於曼聯而登上次席。布力般流浪再展金錢魔力，以新紀錄的500萬鎊從诺里奇城購入年僅21歲的前鋒克里斯·萨顿，與舒利亞組成黃金搭檔，合稱「SAS」。1994-95年賽季布力般流浪雖然在三大盃賽（歐洲足協杯、足總杯及聯賽杯）早早出局，但更能集中火力應付超聯賽事，整季以些微分數壓倒曼聯直至最後一輪比賽，布力般流浪以1-2負於利物浦，以為功虧一簣之際，消息傅來同時比賽的曼聯作客只能與踢成1-1平手，自1914年來頂級聯賽錦標終於重回布力般，亦是超聯成立後的第二支冠軍球隊。獲加的美夢成真：在購入布力般流浪短短五年間，將一支在乙組苦苦掙扎的球隊一躍而成超聯新盟主。

### 力不從心
杜格利殊在奪冠後晉升為足球總監，將領隊職務移交給副手雷·夏福特（Ray Harford）接掌。1995-96年賽季開季成績極差，輸了頭三輪聯賽及在歐聯分組賽出局，加上主力球員如拿索斯及瑟頓等需長期養傷，情況並不樂觀。幸好舒利亞保持隹態，成為首位連續三季取得30個入球以上的球員，布力般流浪在餘下賽季成績改善，以第七位結束，僅僅錯過歐洲足協杯的參賽資格。在1996年夏季舒利亞以破世界紀錄的1,500萬鎊轉會費改投其家鄉球會，而布力般流浪一直未能找到合適的替補球員。1996-97年賽季開季可說是一個惡夢，布力般流浪在頭十輪聯賽未嘗勝果，夏福特在十月尾布力般流浪排在榜末時宣佈辭職。在奪得冠軍的兩年後降級似成定局，但暫代領隊東尼·柏堅斯扭轉敗局，布力般流浪最終排第十三位，力保超聯一席位。
1997年夏季霍奇森（Roy Hodgson）獲提名為新領隊，鶴臣曾在1994年率領瑞士進軍世界盃決賽週。首季即取得歐洲足協杯參賽席位。但在翌季12月布力般流浪仍在超聯榜末掙扎，鶴臣隨即被革退。曼聯副領隊白賴仁·傑特（Brian Kidd）走馬上任，但不能阻止布力般流浪降級的命運，諷刺地決定降級的一戰在季末第二輪比賽，布力般流浪在主場只能以0-0戰平傑特的舊球會曼聯，宣佈護級失敗。

## 千禧年代

### 重回英超
1999-2000年賽季對布力般流浪而言是一個困難的考驗。在開季前成為升級熱門，但在十月時只處於降級安全線上，傑特被革退，甲隊教練柏堅斯再次被任命為暫代領隊，處理職務直到翌年三月格雷姆·索内斯正式接任為新領隊才結束。積奇獲加不幸於2000-01年賽季開始前去世，布力般流浪上下決定極力爭取升級來紀念這位大恩人。最終在季末成為甲組聯賽亞軍，獲得升級重回超級聯賽。
回到超聯首季（2001-02年）排名第十位，但奪得布力般流浪歷史首次的聯賽杯冠軍。在桑拿士帶領下布力般流浪在2002-03年賽季繼續進步，取得第六位而連續兩年晉身歐洲足協杯。好景不常，接著的2003-04年賽季急跌至第15位，桑拿士被受壓力。在翌季（2004-05年）初辭退笠臣爵士後即向桑拿士招手，桑拿士匆匆過檔。當時的威爾斯領隊成為新領隊，曉士曾在數季前以球員身份效力布力般流浪協助球隊升級及奪得聯賽杯。曉士在該季帶領布力般流浪以第15名完成以及打進足總杯4強(敗給該屆冠軍阿仙奴), 力保布力般流浪的超聯席位。
在曉士領軍下，布力般一直保持在英超聯賽榜中游位置。至2008年，曉士轉投曼城，由保罗·因斯接任領隊一職，可惜恩斯領軍下的布力般竟連續十一場不勝，加上與球員不和，在同年12月被會方辭退，改聘前保頓領隊萨姆·阿勒代斯領軍。艾拿泰斯領軍下，布力般於2009年至2010年英格蘭超級聯賽取得第十位，並打入足總盃四強。
2010年11月，布力般被一印度財團入主，新東家將艾拿泰斯辭退，改任史蒂夫·基恩為領隊。

### 再次降落英冠
2010/11球季，布力般一度捲入降班漩渦，但最後護級成功，但在之後的2011/12球季，布力般表現比上一季更差，最終以英超第十九名結束球季，2012/13球季降落英冠作賽。

### 降落英甲及回升英冠
2016/17年度球季，布力般流浪長期位處於英冠榜末降班區內，護級形勢嚴竣。在2017年4月29日第45輪聯賽，布力般流浪主場擊敗阿士東維拉，追至與聯賽榜倒數第四名的諾定咸森林同分，但得失球差稍為落後對手。最後一輪聯賽，布力般流浪雖作客以3-1擊敗賓福特，但諾定咸森林亦在主場以3-0大勝葉士域治，結果布力般流浪以少兩個得失球差不敵同分的諾定咸森林，只得英冠第廿二名，降班英甲。
2017/18年度球季，布力般流浪取得英甲亞軍，回升英冠。
布力般流浪在英冠角逐了13個球季仍未取得返回英超的機會， 和李斯特城成為在低級別聯賽角逐的前英超聯冠軍球隊。

## 聯賽歷史
| 球季                                 | 組別               | 排名 | 備註           |
| ------------------------------------ | ------------------ | ---- | -------------- |
| 1888-1889年                          | 足球聯盟           | 4    | –              |
| 1889-1890年                          | 足球聯盟           | 3    | –              |
| 1890-1891年                          | 足球聯盟           | 6    | –              |
| 1891-1892年                          | 足球聯盟           | 9    | –              |
| 足球聯盟擴展並更名甲組聯賽           |                    |      |                |
| 1892-1893年                          | 甲組聯賽           | 9    | –              |
| 1893-1894年                          | 甲組聯賽           | 4    | –              |
| 1894-1895年                          | 甲組聯賽           | 5    | –              |
| 1895-1896年                          | 甲組聯賽           | 8    | –              |
| 1896-1897年                          | 甲組聯賽           | 14   | –              |
| 1897-1898年                          | 甲組聯賽           | 15   | –              |
| 1898-1899年                          | 甲組聯賽           | 6    | –              |
| 1899-1900年                          | 甲組聯賽           | 14   | –              |
| 1900-1901年                          | 甲組聯賽           | 9    | –              |
| 1901-1902年                          | 甲組聯賽           | 4    | –              |
| 1902-1903年                          | 甲組聯賽           | 16   | –              |
| 1903-1904年                          | 甲組聯賽           | 15   | –              |
| 1904-1905年                          | 甲組聯賽           | 13   | –              |
| 1905-1906年                          | 甲組聯賽           | 9    | –              |
| 1906-1907年                          | 甲組聯賽           | 12   | –              |
| 1907-1908年                          | 甲組聯賽           | 15   | –              |
| 1908-1909年                          | 甲組聯賽           | 4    | –              |
| 1909-1910年                          | 甲組聯賽           | 3    | –              |
| 1910-1911年                          | 甲組聯賽           | 12   | –              |
| 1911-1912年                          | 甲組聯賽           | 1    | 冠軍           |
| 1912-1913年                          | 甲組聯賽           | 5    | –              |
| 1913-1914年                          | 甲組聯賽           | 1    | 冠軍（第二次） |
| 1914-1915年                          | 甲組聯賽           | 3    | –              |
| 第一次世界大戰爆發，英國足球比賽停頓 |                    |      |                |
| 1919-1920年                          | 甲組聯賽           | 20   | –              |
| 1920-1921年                          | 甲組聯賽           | 11   | –              |
| 1921-1922年                          | 甲組聯賽           | 15   | –              |
| 1922-1923年                          | 甲組聯賽           | 14   | –              |
| 1923-1924年                          | 甲組聯賽           | 8    | –              |
| 1924-1925年                          | 甲組聯賽           | 16   | –              |
| 1925-1926年                          | 甲組聯賽           | 12   | –              |
| 1926-1927年                          | 甲組聯賽           | 18   | –              |
| 1927-1928年                          | 甲組聯賽           | 12   | –              |
| 1928-1929年                          | 甲組聯賽           | 7    | –              |
| 1929-1930年                          | 甲組聯賽           | 6    | –              |
| 1930-1931年                          | 甲組聯賽           | 10   | –              |
| 1931-1932年                          | 甲組聯賽           | 16   | –              |
| 1932-1933年                          | 甲組聯賽           | 15   | –              |
| 1933-1934年                          | 甲組聯賽           | 8    | –              |
| 1934-1935年                          | 甲組聯賽           | 15   | –              |
| 1935-1936年                          | 甲組聯賽           | 22   | 降級           |
| 1936-1937年                          | 乙組聯賽           | 12   | –              |
| 1937-1938年                          | 乙組聯賽           | 16   | –              |
| 1938-1939年                          | 乙組聯賽           | 1    | 冠軍           |
| 第二次世界大戰爆發，英國足球比賽停頓 |                    |      |                |
| 1946-1947年                          | 甲組聯賽           | 17   | –              |
| 1947-1948年                          | 甲組聯賽           | 21   | 降級           |
| 1948-1949年                          | 乙組聯賽           | 14   | –              |
| 1949-1950年                          | 乙組聯賽           | 16   | –              |
| 1950-1951年                          | 乙組聯賽           | 6    | –              |
| 1951-1952年                          | 乙組聯賽           | 14   | –              |
| 1952-1953年                          | 乙組聯賽           | 9    | –              |
| 1953-1954年                          | 乙組聯賽           | 3    | –              |
| 1954-1955年                          | 乙組聯賽           | 6    | –              |
| 1955-1956年                          | 乙組聯賽           | 4    | –              |
| 1956-1957年                          | 乙組聯賽           | 4    | –              |
| 1957-1958年                          | 乙組聯賽           | 2    | 亞軍，升級     |
| 1958-1959年                          | 甲組聯賽           | 10   | –              |
| 1959-1960年                          | 甲組聯賽           | 17   | –              |
| 1960-1961年                          | 甲組聯賽           | 8    | –              |
| 1961-1962年                          | 甲組聯賽           | 16   | –              |
| 1962-1963年                          | 甲組聯賽           | 11   | –              |
| 1963-1964年                          | 甲組聯賽           | 7    | –              |
| 1964-1965年                          | 甲組聯賽           | 10   | –              |
| 1965-1966年                          | 甲組聯賽           | 22   | 降級           |
| 1966-1967年                          | 乙組聯賽           | 4    | –              |
| 1967-1968年                          | 乙組聯賽           | 8    | –              |
| 1968-1969年                          | 乙組聯賽           | 19   | –              |
| 1969-1970年                          | 乙組聯賽           | 8    | –              |
| 1970-1971年                          | 乙組聯賽           | 21   | 降級           |
| 1971-1972年                          | 丙組聯賽           | 10   | –              |
| 1972-1973年                          | 丙組聯賽           | 3    | –              |
| 1973-1974年                          | 丙組聯賽           | 13   | –              |
| 1974-1975年                          | 丙組聯賽           | 1    | 冠軍，升級     |
| 1975-1976年                          | 乙組聯賽           | 15   | –              |
| 1976-1977年                          | 乙組聯賽           | 12   | –              |
| 1977-1978年                          | 乙組聯賽           | 5    | –              |
| 1978-1979年                          | 乙組聯賽           | 22   | 降級           |
| 1979-1980年                          | 丙組聯賽           | 2    | 亞軍，升級     |
| 1980-1981年                          | 乙組聯賽           | 4    | –              |
| 1981-1982年                          | 乙組聯賽           | 10   | –              |
| 1982-1983年                          | 乙組聯賽           | 11   | –              |
| 1983-1984年                          | 乙組聯賽           | 6    | –              |
| 1984-1985年                          | 乙組聯賽           | 5    | –              |
| 1985-1986年                          | 乙組聯賽           | 19   | –              |
| 1986-1987年                          | 乙組聯賽           | 12   | –              |
| 1987-1988年                          | 乙組聯賽           | 5    | –              |
| 1988-1989年                          | 乙組聯賽           | 5    | –              |
| 1989-1990年                          | 乙組聯賽           | 5    | –              |
| 1990-1991年                          | 乙組聯賽           | 19   | –              |
| 1991-1992年                          | 乙組聯賽           | 6    | 透過附加賽升級 |
| 新組成超級聯賽                       |                    |      |                |
| 1992-1993年                          | 超級聯賽           | 4    | –              |
| 1993-1994年                          | 超級聯賽           | 2    | 亞軍           |
| 1994-1995年                          | 超級聯賽           | 1    | 冠軍           |
| 1995-1996年                          | 超級聯賽           | 7    | –              |
| 1996-1997年                          | 超級聯賽           | 13   | –              |
| 1997-1998年                          | 超級聯賽           | 6    | –              |
| 1998-1999年                          | 超級聯賽           | 19   | 降級           |
| 1999-2000年                          | 甲組聯賽《第二級》 | 11   | –              |
| 2000-2001年                          | 甲組聯賽《第二級》 | 2    | 亞軍，升級     |
| 2001-2002年                          | 超級聯賽           | 10   | –              |
| 2002-2003年                          | 超級聯賽           | 6    | –              |
| 2003-2004年                          | 超級聯賽           | 15   | –              |
| 2004-2005年                          | 超級聯賽           | 15   | –              |
| 2005-2006年                          | 超級聯賽           | 6    | –              |
| 2006-2007年                          | 超級聯賽           | 10   | –              |
| 2007-2008年                          | 超級聯賽           | 7    | –              |
| 2008-2009年                          | 超級聯賽           | 15   | –              |
| 2009-2010年                          | 超級聯賽           | 10   | –              |
| 2010-2011年                          | 超級聯賽           | 15   | –              |
| 2011-2012年                          | 超級聯賽           | 19   | 降級           |
| 2012-2013年                          | 冠軍聯賽           | 17   | -              |
| 2013-2014年                          | 冠軍聯賽           | 8    | -              |
| 2014-2015年                          | 冠軍聯賽           | 9    | -              |
| 2015-2016年                          | 冠軍聯賽           | 15   | -              |
| 2016-2017年                          | 冠軍聯賽           | 22   | 降級           |
| 2017-2018年                          | 甲組聯賽           | 2    | 亞軍，升級     |
| 2018-2019年                          | 冠軍聯賽           | 15   | -              |
| 2019-2020年                          | 冠軍聯賽           | 11   | -              |
| 2020-2021年                          | 冠軍聯賽           | 15   | -              |
| 2021-2022年                          | 冠軍聯賽           | 8    | -              |
| 2022-2023年                          | 冠軍聯賽           | 7    | -              |
| 2023-2024年                          | 冠軍聯賽           | 19   | -              |
| 2024-2025年                          | 冠軍聯賽           | 7    |                |

## 外部連結
- 布力般流浪官方網站 （页面存档备份，存于）